# Area Denial Artillery Munition

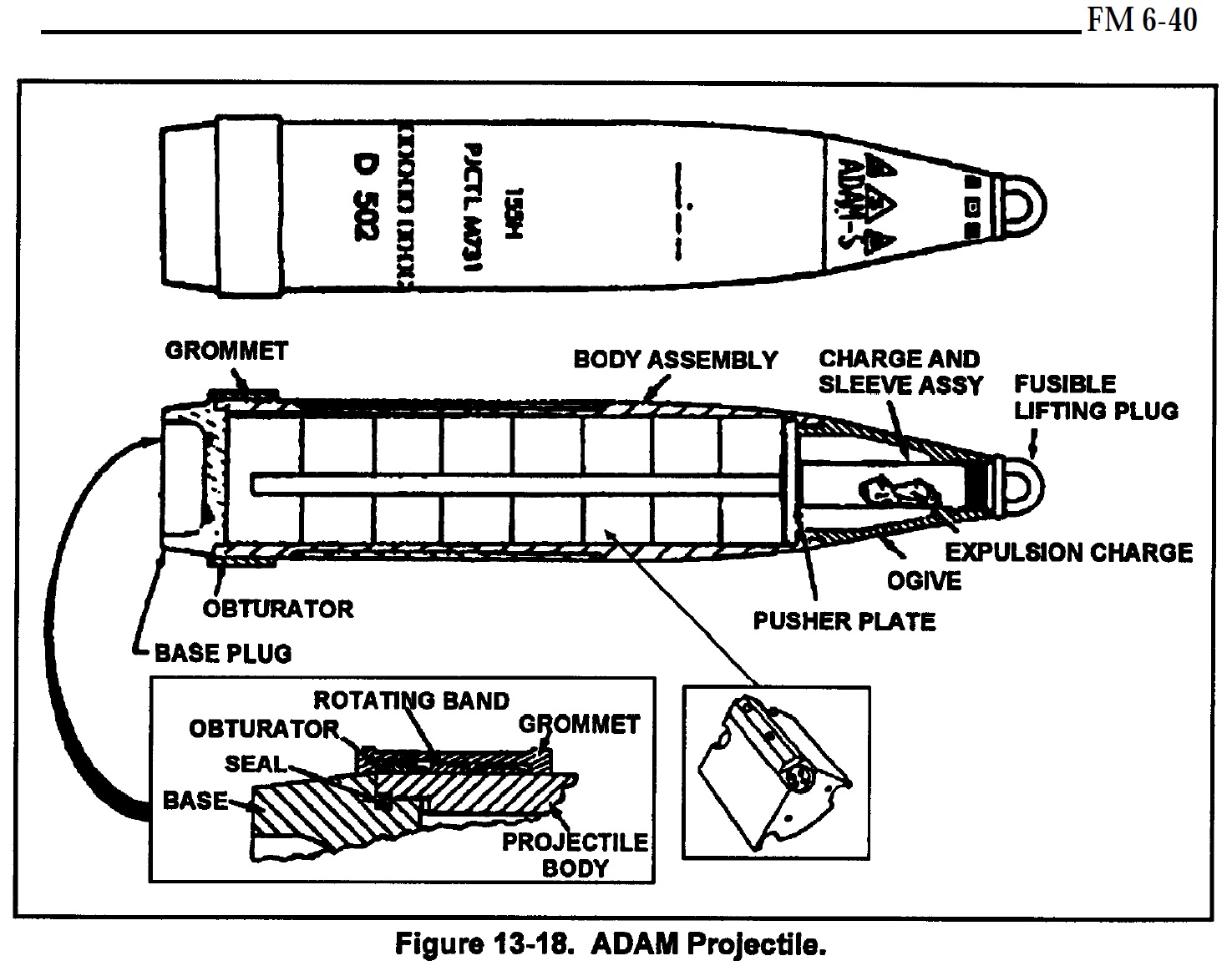
ADAM-Geschoss

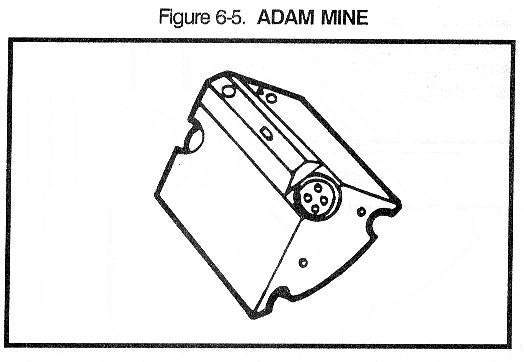
ADAM-Mine

Area denial artillery munition (ADAM) (auf Deutsch in etwa: Artilleriemunition für Gebietssperre) ist ein US-amerikanisches System zur Verlegung von Antipersonenminen als Streumunition. Die Munition wurde innerhalb des Streuminenprogramms Family of Scatterable Mines (FASCAM) entwickelt. Die mit normalen Kaliber-155-mm Artilleriegeschützen verschossenen Geschosse enthalten jeweils 36 Antipersonenminen, die bis zu 17 km weit verschossen werden können. Der Zweck der ADAM-Minen ist es, ein bestimmtes Gebiet, auch hinter feindlichen Linien, für den Durchmarsch des Gegners für eine relativ kurze Zeit zu sperren. Nach dem Ablauf dieser Zeit zerstören sich die Minen von selber.
ADAM wird von der U.S. Army und dem U.S. Marine Corps verwendet.

## Geschichte
Im Januar 1973 wurde Honeywell von der United States Army beauftragt, die ADAM zur entwickeln und zu produzieren. Davor entwickelte Honeywell die „Wide Area Anti-Personnel Mine“ (WAAPM) oder BLU-42 auf der Honeywell aufbaute. Die WAAPM war ebenfalls eine Streumine, die allerdings mit einem Flugzeug ausgebracht wurde. Da Flugzeuge im Vietnamkrieg gefährdet waren, forderte das US-Militär Streuminen, die mittels Artilleriegeschützen fernverlegt werden konnten; dafür bekam Honeywell  im Dezember 1971 einen Forschungsauftrag.
ADAM wurde zeitgleich mit dem Streuminensystem für Panzerabwehrminen Remote Anti-Armor Mine System (RAAMS) innerhalb des Streuminenprogramms FASCAM entwickelt und 1982 eingeführt. Die ADAM-Personenminen sind dafür ausgelegt, zusammen mit RAAMS-Panzerabwehrminen verlegt zu werden, um dann eine schnelle Räumung der RAAMS-Panzerabwehrminen durch gegnerische Truppen zu verhindern.
Die USA verkauften in den Jahren 1986–1989 über 30.000 ADAM-Minen an Südkorea.
Eine Anzahl von ADAM-Minen wurde als M86 Pursuit Deterrent Munition (PDM) umgestaltet und 1991 bei US-amerikanischen Spezialeinheiten eingeführt.
Zwar sind die USA im Jahre 1997 der Ottawa-Konvention gegen Antipersonenminen nicht beigetreten, trotzdem verabschiedeten die USA interne Richtlinien, wonach die meisten Antipersonenminen verboten sind. Das interne Verbot traf auch die ADAM-Mine, welche in der Regel mit RAAMS kombiniert verlegt werden. Dieses führte zur geplanten Remote Area Denial Artillery Munition (RADAM), wobei RAAMS/ADAM Minen gemeinsam in einer Geschosshülle verpackt werden sollten.
Im Jahre 1990 hatte das US-Militär über 4,4 Millionen ADAM-Minen im Bestand, der bis 2002 auf über 8 Millionen ADAM-Minen in etwa 232.000 Projektilen angewachsen war.
Ab 2014 begannen die USA die ADAM-Bestände zu zerstören.

## Einsatz
Im November 2024 autorisierte das US-amerikanische Verteidigungsministerium die Lieferung von ADAM an die Ukraine. Im Januar 2025 wurde von Einsätzen von ADAM-Minen US-amerikanischen Ursprungs durch die Ukraine im Russisch-Ukrainischen Krieg berichtet.

## Technik
Die ADAM-Projektile werden von gewöhnlichen 155-mm-Artilleriegeschützen wie Panzerhaubitze M109 oder Haubitze M198 bis etwa 17 km weit verschossen. Wie bei der 155-mm-NATO-Munition üblich, sind die ADAM-Geschosse nicht patroniert, d. h. das Geschoss ist getrennt von der Treibladung. Die ADAM-Minen sind keilförmig, damit sie zu Zylindern zusammengelegt in mehreren Lagen effizient in ein 155-mm-Artilleriegeschoss passen. So passen 36 ADAM-Minen in ein Geschoss. Vor dem Abschuss werden die ADAM-Geschosse mit einem M577 mechanischen Zeitzünder versehen und eingestellt. Das Abfeuern aus dem Geschütz initiiert den Zeitzünder. Im Flug und nach der eingestellten Zeit löst der Zeitzünder die Ausstoßladung, die sich in der Geschossspitze befindet,  aus und die Minen werden über den Geschossboden aus der Geschosshülle herausgedrückt.
Die Minen werden in einer Höhe von etwa 600 m über dem Zielgebiet ausgestoßen. Da die ADAM-Minen über keinen Mechanismus (zum Beispiel Fallschirm) verfügen, der ihren Fall bremst, sollten sie nicht über harten Oberflächen wie beispielsweise Straßen oder Landebahnen verlegt werden, da ein harter Aufschlag die Mine beschädigen kann.
Kurz nach dem Aufschlag auf dem Boden – die Entsicherungszeit ist je nach Modell verschieden – werden bis zu sieben Stolperdrähte bis zu 6 m weit ausgestoßen. Die ADAM-Mine ist eine Springmine mit einem Gesamtgewicht von 540 g. Der Körper der Mine besteht aus Gießharz. Dabei enthält eine ADAM-Mine eine kleine Menge (0,15 % oder 0,7 g) abgereichertes Uran, ist aber keine Uranmunition. Durch das Uran härtet das Harz schneller und bei niedrigerer Temperatur (< 70 °C) aus. Diese Eigenschaften sind notwendig um die elektronischen Komponenten während der Produktion zu schützen. In der Mine ist eine Hohlkugel aus Metall verbaut, die ist mit 21 g Composition A5 als Hauptsprengladung gefüllt ist. Egal in welcher Position die Mine zum Liegen kommt, der Flüssigsprengstoff der Treibladung positioniert sich immer unten innerhalb der Metallkugel, so dass diese bei Detonation immer nach oben geschleudert wird. Wenn die Mine bewegt wird, oder ein Stolperdraht eine Zugspannung von etwa 400 g erfährt, dann detoniert zuerst die Treibladung und schleudert die Metallkugel mit der Hauptsprengladung 0,6 bis 2,4 m in die Höhe. Erst dann detoniert die Hauptsprengladung in der Metallkugel und verteilt etwa 600 Splitter. Der tödliche Radius beträgt 6 bis 10 m.
Sollten die ADAM-Minen nicht ausgelöst worden sein, zerstörten sich die Minen je nach Modell nach 4 oder 48 Stunden selbst. Die Zeit bis zur Selbstzerstörung wird beim Produktionsprozess bestimmt und kann dann nicht mehr nachträglich verändert werden. Die Minen zerstören sich auch selber, wenn zum Beispiel die Batteriespannung zu sehr absinkt und so die Funktionsfähigkeit nicht aufrechterhalten werden kann.
| Geschoss | Mine | Zeit bis Entsicherung | Zeit bis Selbstzerstörung |
| -------- | ---- | --------------------- | ------------------------- |
| M692     | M72  | 2 min                 | 48 h                      |
| M731     | M67  | 2 min                 | 4 h                       |
| M7692A1  | M72  | 45 s                  | 48 h                      |
| M731A1   | M67  | 45 s                  | 4 h                       |